# Tescio
Il Tescio è un torrente che scorre in Umbria, affluente di sinistra del Chiascio.
Esso nasce dal monte dei Cani, ad un'altezza di 871 m, è lungo 20,0 km e durante la stagione estiva è per la maggior parte del tempo secco, soprattutto nella zona compresa tra Santa Maria degli Angeli (Assisi) e lo sbocco nel Chiascio, a Bastia Umbra.
Alcune testimonianze - tra le quali una del celebre avv. Giovanni Antonio Bini pubblicata postuma nel 1705 - ci dicono chiaramente che il nome Tescio sorse come il volgare assisiate di Torrente Subasio.
Sulla foce con il Chiascio c'è un ponte del XVI secolo, fatto costruire dallo Stato Pontificio.